# Fair dealing
Se denomina fair dealing, en el derecho anglosajón, a una doctrina sobre las limitaciones y excepciones de la propiedad intelectual que se puede encontrar en muchos de los sistemas jurídicos de los países y territorios que componen la Mancomunidad de Naciones (Commonwealth).

## Particularidades
El fair dealing consiste en una lista de casos de posibles defensas contra acciones por la infracción del derecho de propiedad intelectual y que, al contrario de lo que ocurre con la doctrina estadounidense del fair use, no puede aplicarse a ningún acto que no caiga dentro de estas categorías. En este respecto se trata de una figura jurídica menos flexible que el fair use.
En general, los casos admitidos en la doctrina del fair dealing suelen consistir en utilizaciones de obras protegidas por derechos de autor para usos determinados, como por ejemplo el estudio, la investigación o su utilización con fines de información pública en el marco de noticias de prensa. Por ejemplo, en el Reino Unido el fair dealing se define como el "estudio privado, crítica, revisión e información". Tampoco se infringiría los derechos de autor en caso de inclusión incidental del material en una obra de arte, grabación, película, etc. A partir de 2003, se ha limitado el fair dealing en la investigación a aquellas investigaciones de carácter no comercial.